# Onthophagus nefarius
Onthophagus nefarius là một loài bọ cánh cứng trong họ Bọ hung (Scarabaeidae).